# 双溪芽笃
2°40′N 102°00′E / 2.667°N 102.000°E
双溪芽笃（馬來語：Sungai Gadut），俗称煤气路，是马来西亚森美兰州的一个小镇，邮区编号为71450，由于附近使用70450（芙蓉）和71200（晏斗），使当地居民觉得混淆。双溪芽笃的范围包括双溪芽笃新村、端姑嘉化花园、芙蓉南镇、滨其兰新那旺花园、新那旺主将花园，芙蓉园丘、乌路晏斗新村和砖石花园。

## 人口
双溪芽笃是个旧区和新区的交集点，人口并不多，主要以马来人为主，大约占60%，其次华人约占20%，其余20%。该区的华人分布于双溪芽笃新村和乌路晏斗新村。当地主要华裔之间多以华语和客家话交谈。随着时代的变迁，该区的华人越来越少。

## 设施
其中1所小学和2所中学位于这里，其中包括芙蓉园丘谈米尔小学、端姑嘉化中学和阿都拉萨寄宿中学。只有一间迷你超市和银行位于端姑嘉化花园。

## 交通
巴士为这区的主要交通工具，包括City Liner 5号穿越芙蓉终站至滨其兰新那旺花园；6号穿越芙蓉终站至端姑嘉化花园；868号穿越芙蓉终站至冷宜，途径芙蓉园丘，乌路晏斗新村和砖石花园；南方巴士从淡边/林茂穿约不叻士和端姑嘉化花园至芙蓉市区。
2011年1月开通芙蓉-金马士铁路，其中新那旺和双溪芽笃为全新的火车站，主要纾解芙蓉终站的拥挤。

## 政治
双溪芽笃在2004年之前是属于新那旺州选区和亚沙国会的一部分，分割后则落在成为新成立的芭蕾州选区和林茂国会。2008年的308政治大海啸中，芭蕾州选区落在回教党的手中，这也是回教党在森美兰州取得第一个州议席。